# آبشار هیرنی
آبشار هیرنی (به انگلیسی: Hirni Falls) آبشاری است که در  جارکند، هند واقع شده و ارتفاع کلی ریزشگاه آن ۳۷ متر (۱۲۱ فوت) است.